# 江达柳
江达柳（学名：Salix gyamdaensis）是杨柳科柳属的植物，为中国的特有植物。分布在中国大陆的西藏等地，生长于海拔3,800米至3,900米的地区，多生长在山坡，目前尚未由人工引种栽培。